# Michele Emiliano
Michele Emiliano (Bari, 23 de julio de 1959) es un magistrado y político italiano, alcalde de Bari desde 2004. Él es el alcalde más apreciado en Italia (59,2% de la población). Es el actual presidente de la Región Apulia.

## Biografía
Hijo de un jugador de fútbol profesional se trasladó con su familia desde 1962 a 1968 en Bolonia y luego regresó a Bari, donde de niño se dedicó principalmente al baloncesto.
Se licenció en Derecho en 1983 y por un período trabajó como pasante en la oficina de un abogado. En 1988 se casó con su actual esposa, Elena, y tuvieron tres hijos: Giovanni, Francesca y Pietro.

## Las actividades en el Poder Judicial
A los 26 años deja la práctica como abogado y supera a la competencia en el poder judicial . Se trasladó a Agrigento , donde trabajó en la oficina del Ministerio Público y se reunió Giovanni Falcone y Rosario Livatino.
De 1990 a 1995 trabajó en el Ministerio de Brindisi y participa en la lucha contra la mafia . En 1995 regresó a Bari, como fiscal adjunto de la Dirección Antimafia de Distrito (DDA): mantenga este puesto hasta 2003, cuando se acuerda ejecutar para el alcalde de Bari para la coalición de centro-izquierda.

## Actividad política
En las elecciones, celebradas los días 12 y 13 de junio de 2004 , Emily es elegido alcalde de Bari, en la primera ronda con la coalición de centro-izquierda , superando al candidato de la centro-derecha , Luigi Lobuono, con el 53,8% de los votos. Su lista civil, la lista de Emiliano, obtener un buen éxito y el mayor número de electos del consejo municipal . Como alcalde de Bari se ocupa de la reconstrucción del teatro Petruzzelli después del incendio y también se convierte en presidente de la Fundación lírico sinfónico "teatro Petruzzelli de Bari."
Desde enero de 2005 , fue nombrado director de la " Asociación Nacional de Municipios Italianos (ANCI) para las políticas para el Sur, y desde 29 de marzo de 2007 , el coordinador de los alcaldes de las ciudades metropolitanas. A partir de abril de 2007 es también presidente del Consorcio para el área de desarrollo industrial de Bari
El 14 de octubre de 2007 fue elegido secretario regional del Partido Demócrata en Puglia , vigente en el senador Antonio Gaglione .
Para ejecutar de nuevo a la alcaldía en las elecciones municipales del 6 y 7 de junio de 2009 , donde ganó la primera vuelta el 49,01% de los votos, con una diferencia de poco más de 6.000 votos sobre el candidato de centro-derecha, y el exalcalde de Bari, Simeone Di Cagno Abbrescia (46,05%). Se ha confirmado el alcalde de Bari en la boleta electoral el 21 y el 22 de junio de 2009 con el 59,8% de los votos y con una ventaja de casi 33 mil votos de su oponente.
A finales de 2009 se hablaba de él como un posible candidato de la centro-izquierda a la presidencia de Puglia , en vista de las elecciones regionales de 2010 . El Partido Demócrata se encontró frente a la falta de disponibilidad de la UDC para aceptar la candidatura de Nichi Vendola como presidente de la región de Puglia. El jefe de la UDC pidió al Partido Demócrata 's candidatura Michele Emiliano: el último, de unos dos meses después de haber declarado en repetidas ocasiones que no está dispuesto a ponerse de pie, fue nombrado por el secretario regional del Partido Demócrata. Estos habían acordado previamente el movimiento con el mismo Emiliano. Después de unos días, y bajo la presión de D'Alema , Bersani y Casini , Emiliano se vio obligado a aceptar la nominación. Iglesias, sin embargo, la protección de la administración municipal en el curso equivale a la ley electoral de Puglia a la de cualquier otra región italiana, el sentido de derogar la obligación impuesta a los auditores a renunciar con el fin de presentar su candidatura a la Presidencia de la Región o el director Regional. Emiliano incluso accedió a llevar a cabo la Vendola primaria siempre que se eliminó este obstáculo ya declarada ilegal por el Tribunal Constitucional en relación con la ley electoral de la Toscana . Ante la falta de disponibilidad de Vendola y el Consejo Regional de la modificación de esta ley, Emiliano retiró su candidatura y pidió al secretario regional de su partido para invertir directamente Vendola la aplicación. Sin embargo, el Partido Demócrata corrió en las primarias Francesco Boccia que fue derrotado por segunda vez en cinco años. La derrota de Boccia causó la ruptura de la elección en Apulia entre el Partido Popular y el centro-izquierda.
En enero de 2012 la Encuesta de Gobernabilidad encuesta del Sole 24 ore le sitúa tercero en el orden de popularidad entre los alcaldes más queridos d ' Italia , empatado con el alcalde de Salerno, Vincenzo De Luca y el alcalde de Verona , Flavio Tosi.

## El movimiento "Emiliano para Apulia"
En 2011 fundó el movimiento de Emiliano Puglia nace con la misión de fomentar el diálogo entre las diferentes culturas y posiciones políticas. El movimiento ha sido llamado "generalizado de laboratorio", un punto de encuentro entre los administradores públicos, empresarios, asociaciones y ciudadanos.

## Controversias
En marzo de 2012 el alcalde de Bari termina en el ojo de la tormenta después de la tormenta de diciembre judicial cuyos propietarios, los activistas del Partido Demócrata, fueron acusados de fraude de algunas obras en Bari promovidas por el centro de la antigua junta sin ninguna intervención de la misma o de Emiliano los miembros de su consejo. Los documentos de la solicitud de detención de los sospechosos mostraron la cercanía entre los empresarios y Daniel Gerardo De Gennaro (titulares de diciembre) y Emiliano. La proximidad a la política pública durante años y nunca negados por el alcalde.

## Medidas judiciales
En noviembre de 2012 es acusado de cargos de difamación debido a su exteriorización en Facebook en contra de un miembro del PDL Bari, Mario Feronelli.
- Datos: Q576709
- Multimedia: Michele Emiliano / Q576709